# الحزب الديمقراطي (قبرص)
حزب الديمقراطي هو حزب سياسي ليبرالي في قبرص.
تأسس الحزب في عام 1976 بواسطة سبيروس كبريانو.
كان تاسوس بابادوبولس هو فائد الحزب في الفترة من 2002 إلى 2006، وكان مرشح الحزب في الانتخابات الرئاسية لعام 2003 وفاز بحصوله.13 353 صوت (51.5%).
المنظمة الشبابية للحزب هي ΝΕΔΗΚ.[بحاجة لمصدر]
في الانتخابات البرلمانية لعام 2006 حصل الحزب على 75 458 صوت (17.9%, 11 مقعد). مقعد في البرلمان الأوروبي. مقعد واحد في البرلمان الأوروبي.[بحاجة لمصدر]

## مواقع خارجية
- www.diko.org.cy